# Sanphebagar
Sanphebagar (Nepali साँफेबगर) ist eine Stadt (Munizipalität) im Westen Nepals im Distrikt Achham.
Die Stadt entstand 2014 durch Zusammenlegung der Village Development Committees (VDC) Baujinath, Bhagyaswar, Chandika, Jalapadevi,  Mastamandau, Nawathana, Ridikot und Siddheswar. Das Stadtgebiet umfasst 62 km².
Es gibt Straßenverbindungen nach Martadi, Dipayal Silgadhi und Mangalsen.
In Sanphebagar liegt der Flugplatz Sanphebagar.

## Einwohner
Bei der Volkszählung 2011 hatten die VDCs, aus welchen Sanphebagar entstand, 18.239 Einwohner.